# Takashi Kano
Takashi Kano, född 31 oktober 1920 i Tokyo prefektur, Japan, död 4 juni 2000, var en japansk fotbollsspelare.